# Belonopsis guestphalicum
Belonopsis guestphalicum är en svampart som först beskrevs av Rehm, och fick sitt nu gällande namn av John Axel Nannfeldt 1972. Belonopsis guestphalicum ingår i släktet Belonopsis och familjen Dermateaceae.   Inga underarter finns listade i Catalogue of Life.